# Volkswagen Lavida
Volkswagen Lavida (укр. Фольксваген Лавіда) — седан компактного класу, що продається концерном Volkswagen з 2008 року. Це перший автомобіль Volkswagen розроблений в Китаї.

## Перше покоління (2008—2012)

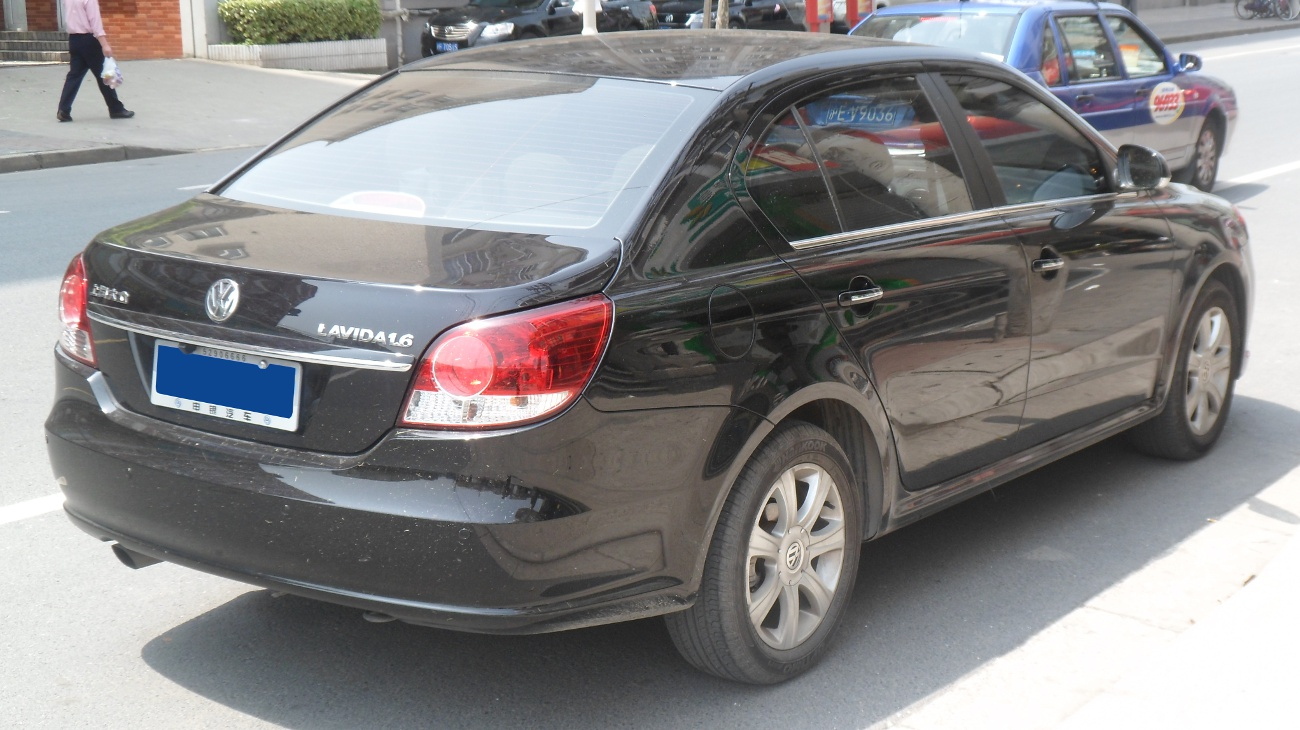
Volkswagen Lavida (2008-2012)

Volkswagen Lavida був представлений на Міжнародному Пекінському автосалоні в 2008 році з двигунами 1,6 і 2,0 літра. Він попобудований на платформі Volkswagen Golf 4 покоління.
У 2009 році дебютувала модифікація з двигуном 1,4TSI.
Volkswagen Lavida виробляють тільки в Китаї на спільному підприємстві Volkswagen і Shanghai Automotive Industry Corporation (SAIC). Lavida позиціонується на сходинку нижче від Bora.

### Двигуни
| Двигун | Тип двигуна | Об'єм    | Потужність                       | Крутний момент             | Роки випуску |
| ------ | ----------- | -------- | -------------------------------- | -------------------------- | ------------ |
| 1.4TSI | Р4 DOHC 16V | 1390 см3 | 131 к.с. (96 кВт) при 5000 об/хв | 220 Нм при 1750-3500 об/хв | з 2009       |
| 1.6    | Р4 DOHC 16V | 1598 см3 | 105 к.с. (77 кВт) при 5250 об/хв | 155 Нм при 3750 об/хв      | з 2008       |
| 2.0    | Р4 SOHC 8V  | 1984 см3 | 120 к.с. (88 кВт) при 5000 об/хв | 180 Нм при 3750 об/хв      | з 2008       |

## Друге покоління (2012—2017)

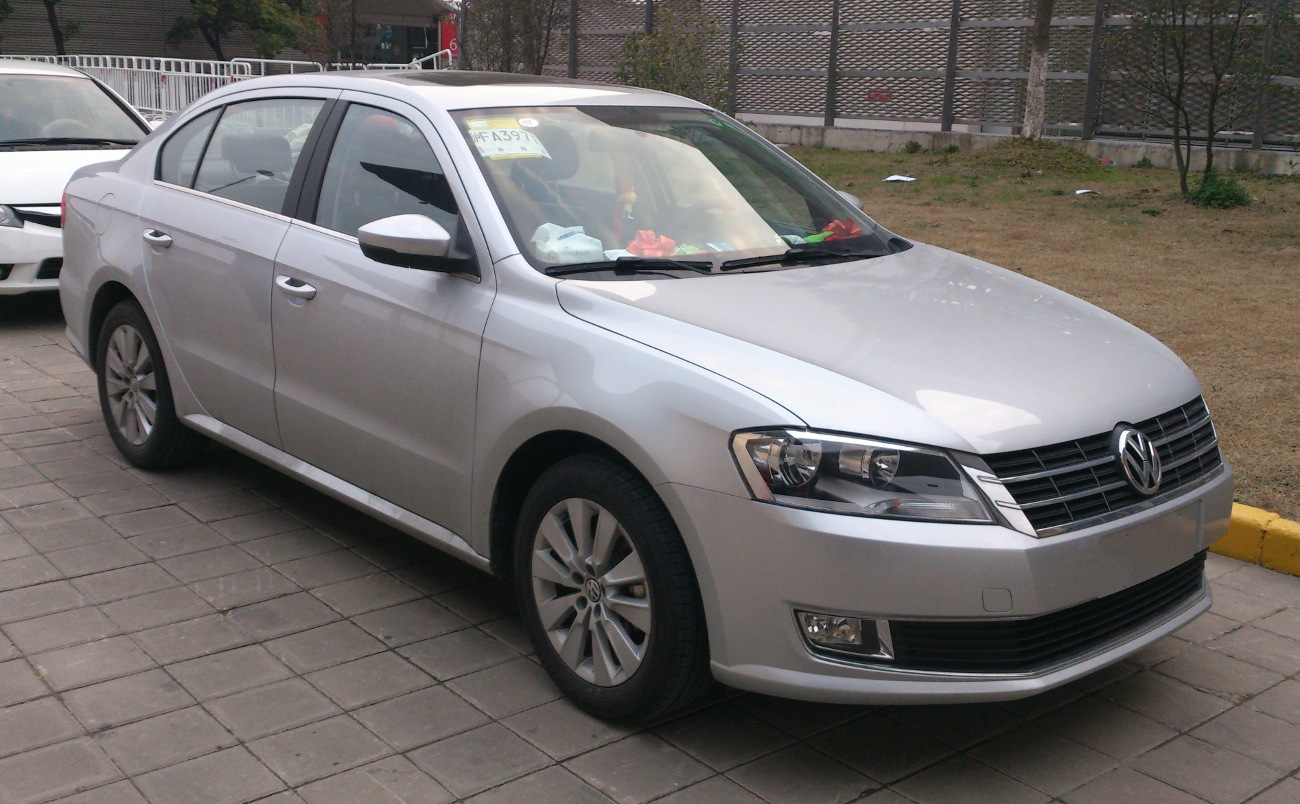
Volkswagen Lavida II (2012-2017)

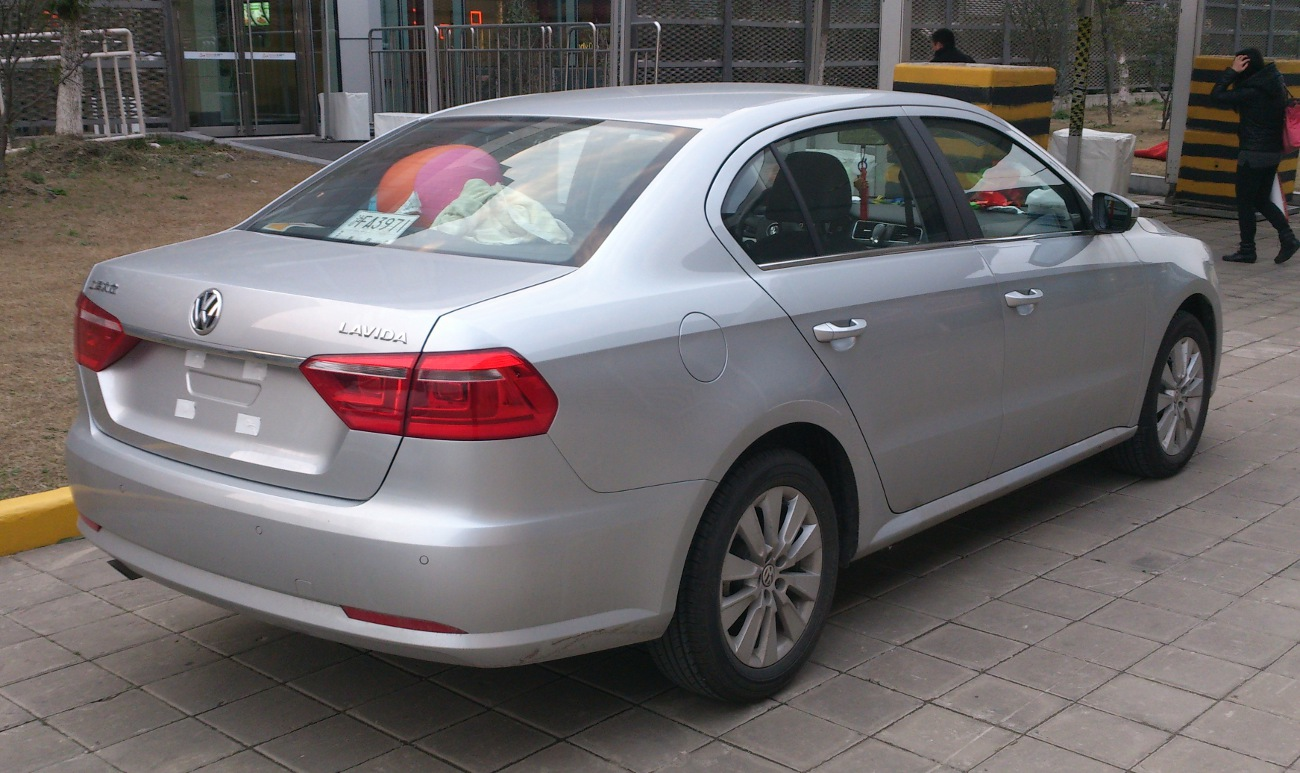
Volkswagen Lavida II (2012-2017)

Друге покоління Lavida представлено влітку 2012 року. Технічно нова модель ідентична VW Jetta VI, яка в Китаї називається VW Sagitar і виготовляється конкуруючою компанією FAW-VW.
В травні 2013 року дебютував компактний універсал Volkswagen Gran Lavida.

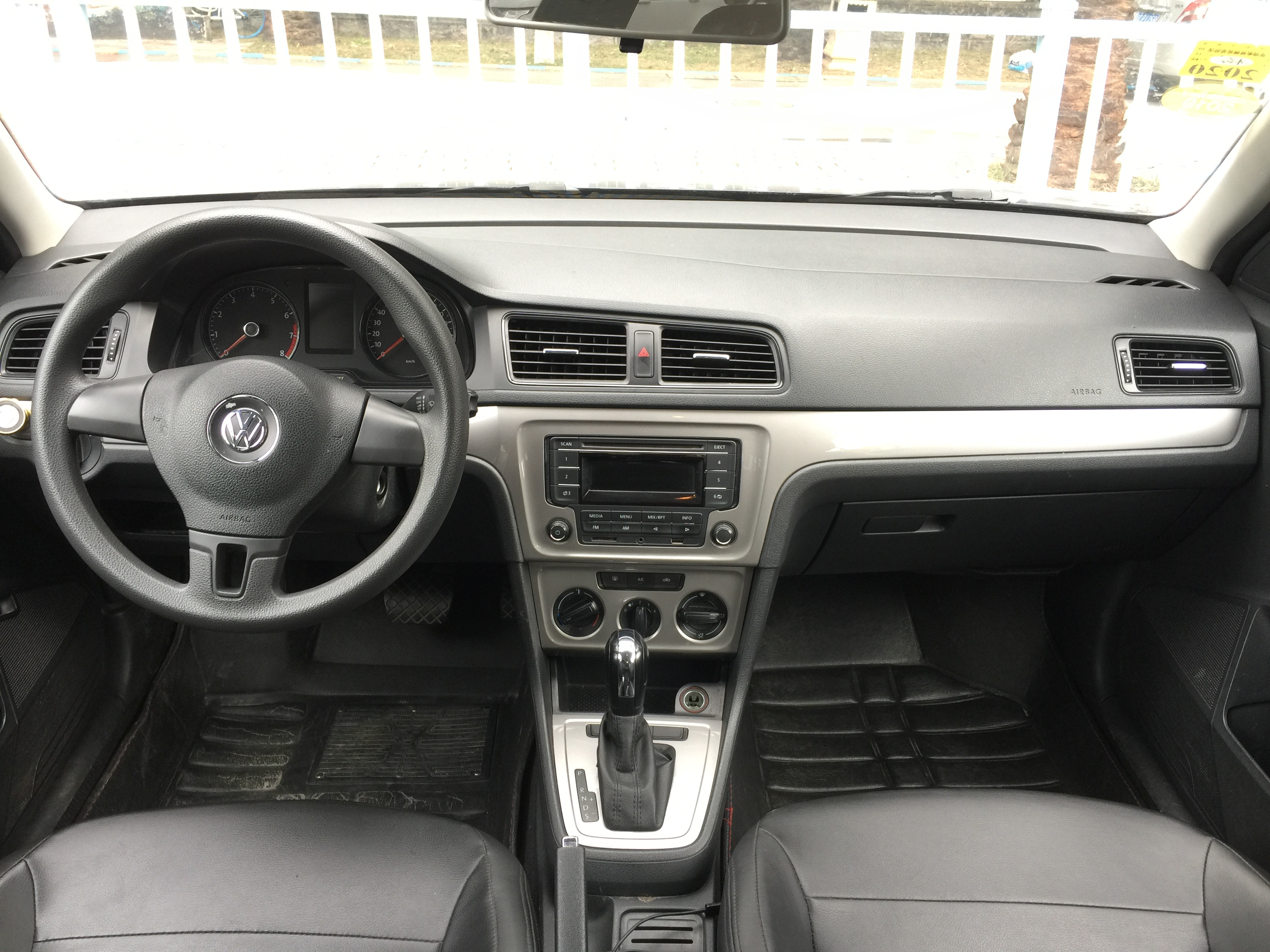
Салон
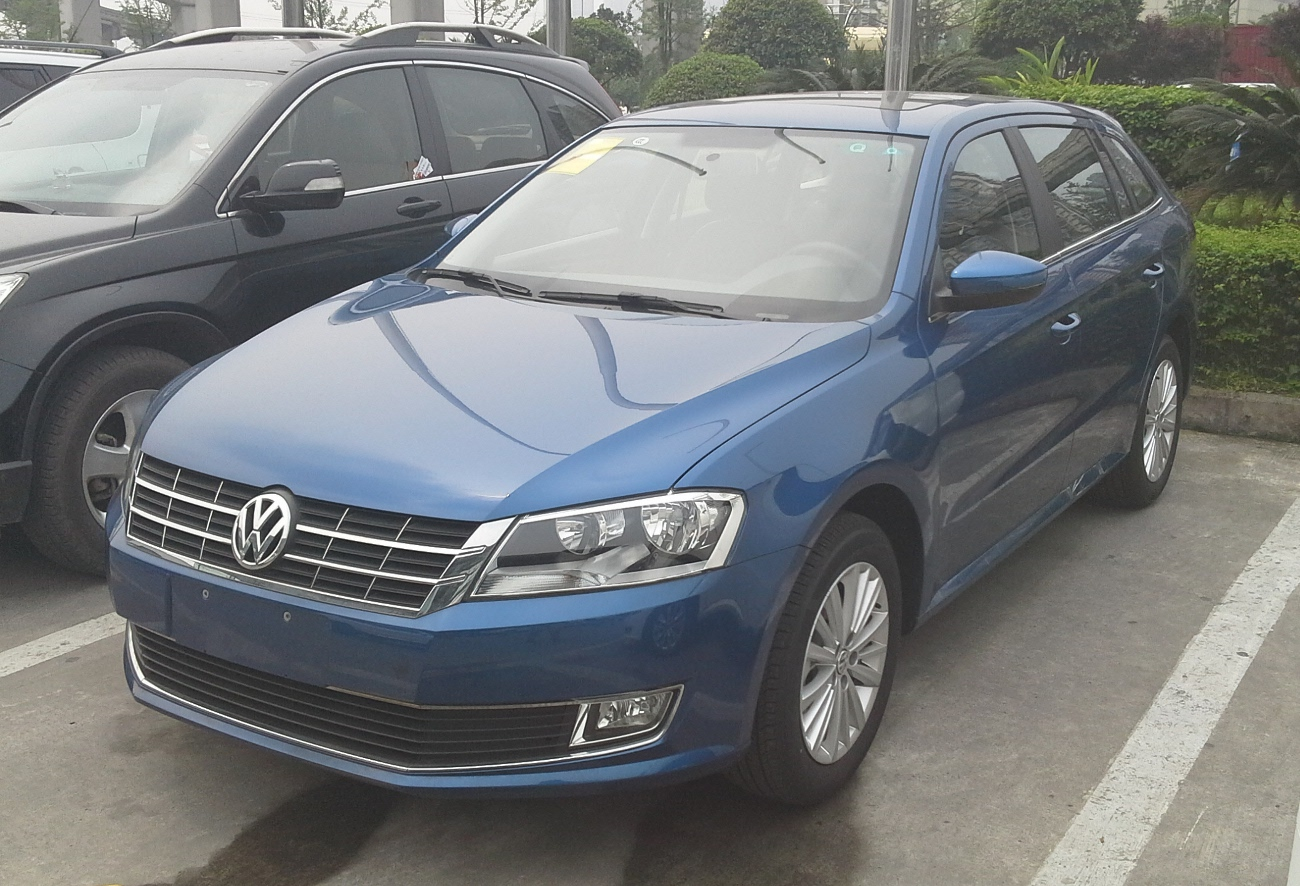
Volkswagen Gran Lavida

### Двигуни
- 1.4 л TSI I4 131 к.с.
- 1.6 л EA211 I4 105 к.с.

## Третє покоління (з 2018)

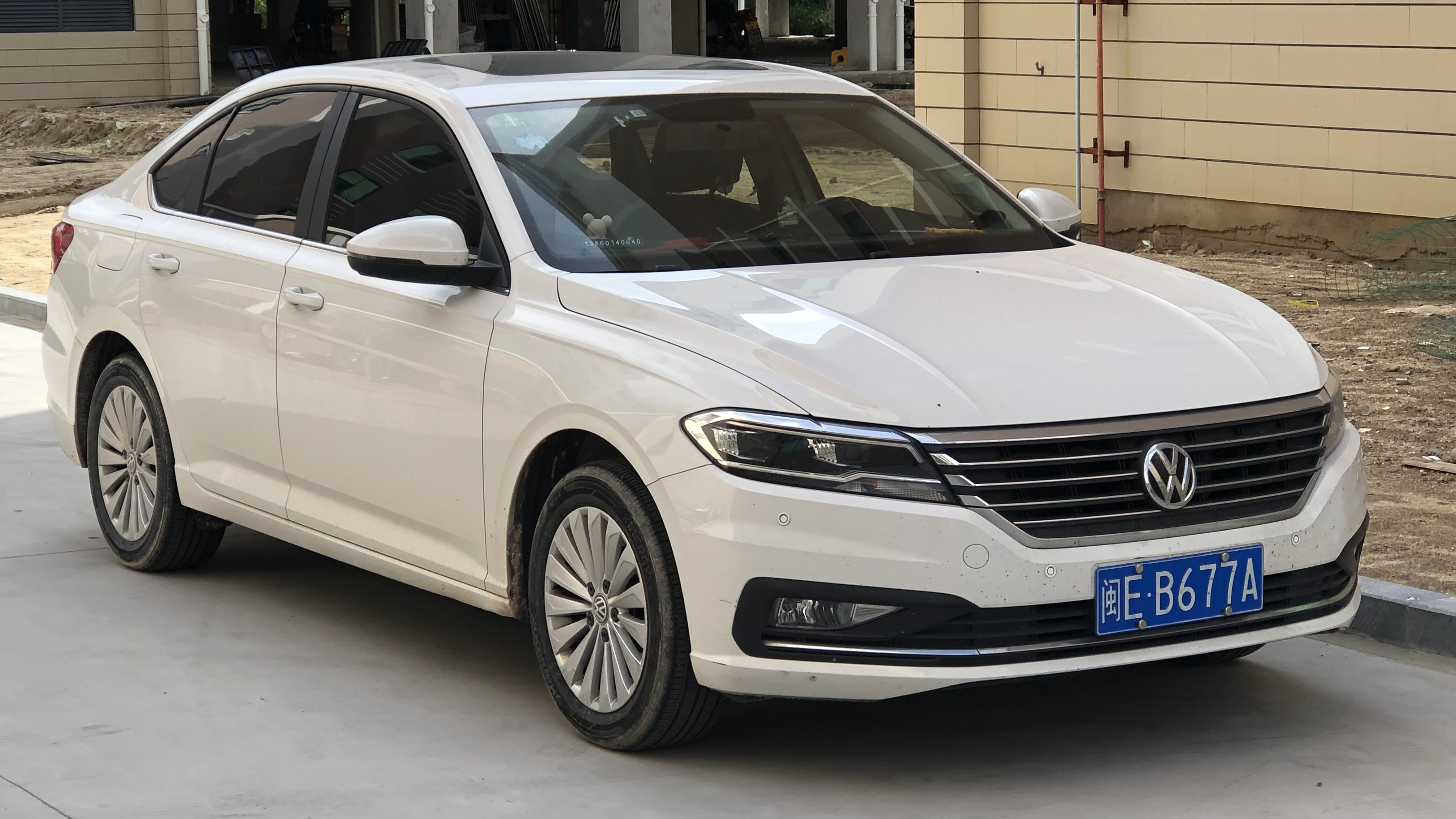
Volkswagen Lavida III

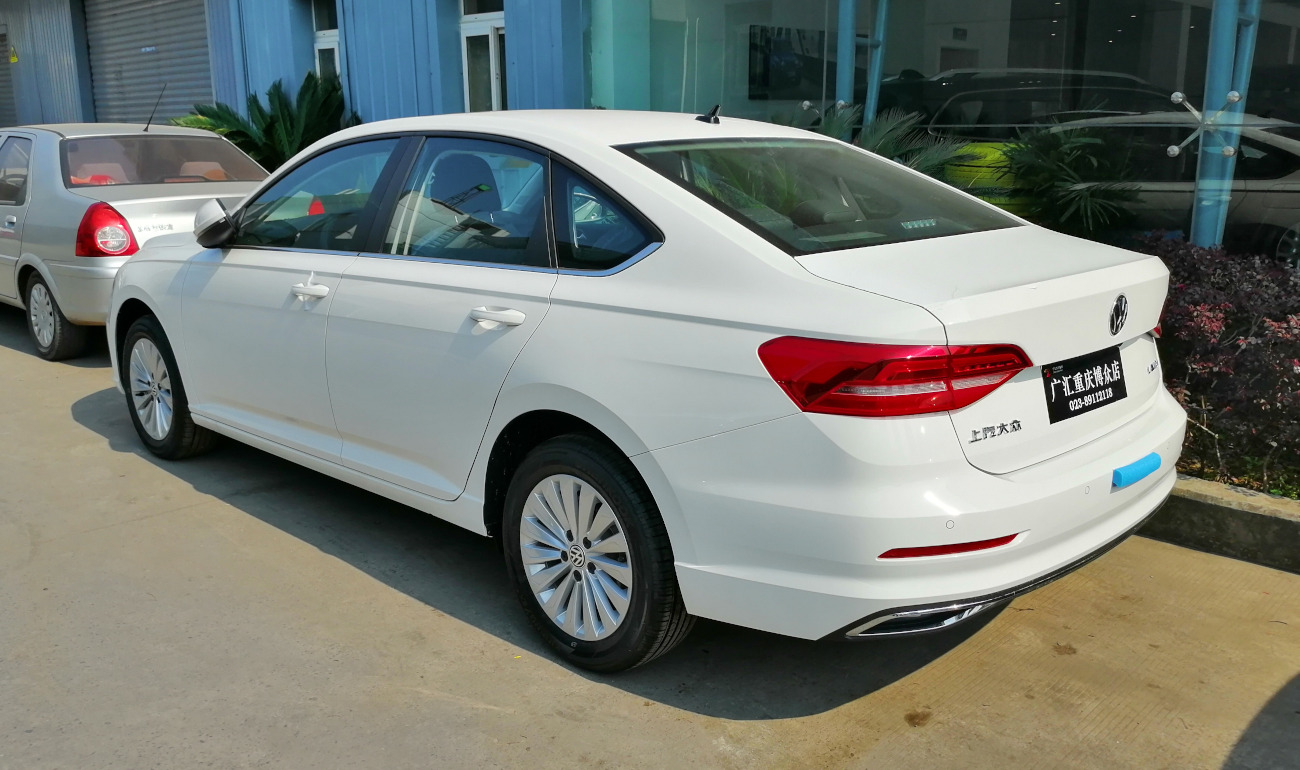
Volkswagen Lavida III

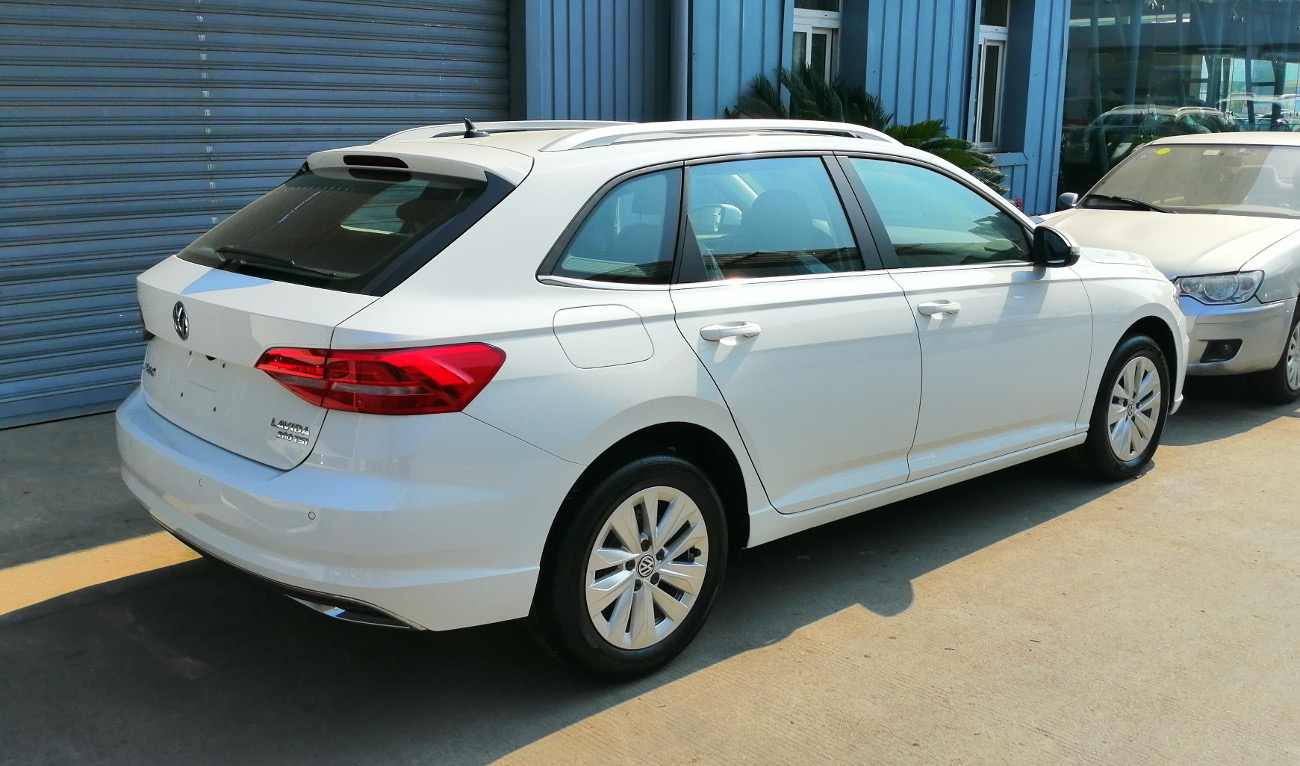
Volkswagen Gran Lavida II

Третє покоління Lavida була представлена на Пекінському автосалоні 2018 року, і базується на платформі Volkswagen Group MQB.
На старті, він був оснащений двома двигунами: 1.5 л або 1.4 л турбо. Дизайн автомобіля виконаний в стилі Volkswagen Arteon.
У травні 2018 року виробництво Lavida, разом з Tiguan, Santana і Lamando, було запущено на Філіппінах як частина нової угоди про вільну торгівлю АСЕАН-Китай (ACFTA).
На перший погляд - та ж Jetta, але варто придивитися до деталей, щоб зрозуміти, що кузовні панелі повністю інші. Виштамповок на капоті менше, форма решітки радіатора і фар інша, дверні ручки розташовані не на підвіконному ребрі, а під ним, віконця в задніх стійках мають інший контур, відрізняється розташування секцій в задніх ліхтарях.
Але технічно Lavida і Jetta однакові.
Серед опцій заявлені двозонний клімат-контроль, шкіряний салон, камера заднього виду, автопарковщік, світлодіодні фари, кнопка запуску двигуна, адаптивний круїз-контроль і система автоматичного гальмування. Хоча початкові комплектації будуть пролетарськими.

### e-Lavida
З 2019 року пропонується  електрична версія Volkswagen e-Lavida. 

### Двигуни
- 1.4 л TSI I4 131 к.с.
- 1.5 л I4 118 к.с.
- 1.6 л EA211 I4 105 к.с.